# Адам Станіслав Сапега
Адам Станіслав Сапега (іноді Сапіга, пол. Adam Stanisław Sapieha; 4 грудня 1828, Варшава — 21 липня 1903, Бад-Райхенгалль, Баварія, Німеччина) — галицький польський політик, князь. Син князя Леона Людвіка Сапеги, батько князя Леона Павла Сапеги.

## Життєпис
Народився в м. Варшава. Учасник польського повстання 1863—1864, згодом очолював польський конспіративний «Національний уряд» (1877). 1861—1863, 1867—1876, 1883—1895 — посол Галицького крайового сейму, 1872—1879 — австрійського парламенту, із 1879 — член палати панів австрійського парламенту.
Як і його батько, Адам Сапега мав чималу симпатію до українського національного руху. Брав активну участь у спробах порозуміння з українськими політиками. Завзятий ворог москвофілів.
Наприкінці 1870-х — на початку 1880-х рр. регулярно інформував Папу Римського Лева XIII про проблеми Української греко-католицької церкви. 1886—1889 відігравав провідну роль у переговорах з українськими політиками («нова ера»). 1888—1889 фінансував видання відновленої «Правди». Після важкої хвороби самоусунувся від участі в угодових контактах.
Підтримував приязні стосунки з багатьма українськими діячами.
Помер у м. Райхенгалль (Баварія, Німеччина).

## Сім'я
22 квітня 1852 року одружився з князівною Ядвігою Климентиною Санґушко. Від їхнього шлюбу народилися:
- Владислав Леон Сапега (1853—1920), прапрадід королеви Бельгії Матильди
- Марія Ядвіга Сапега (1855—1929)
- Леон Павел Сапега (1856—1893)
- Гелена Марія Сапега (1855—1929)
- Павел Ян Сапега (1860—1934)
- Ян Петро Сапега (1865—1954)
- Адам Стефан Сапега (1867—1951), кардинал